# Bagan
Bagan (burmansko ပုဂံ, MLCTS: pu.gam, burmanska izgovorjava: [bəɡàɴ]; prej Pagan) je starodavno mesto ob reki Iravadi v regiji Mandalaj v Burmi (Mjanmar). Od 9. do 13. stoletja je bilo mesto prestolnica kraljestva Pagan, prvega kraljestva, ki je poenotilo regije, in bo pozneje sodoben Mjanmar. Ob vzponu kraljevine, med 11. in 13. stoletjem, je bilo na ravnicah Bagana zgrajenih več kot 10.000 budističnih templjev, pagod in samostanov, katerih ostanki več kot 2200 templjev in pagod so preživeli do danes.
Arheološko območje Bagana je glavna privlačnost nastajajočega turizma v državi. Videti je enako privlačno kot Angkor Vat v Kambodži. 

## Etimologija
Bagan je v današnji standardni burmanski izgovarjavi burmanske besede Pugan (ပုဂံ), ki izhaja iz stare burmanske Pukam (ပုကမ်). Njegovo klasično ime v paliju je Arimadana-pura (အရိမဒ္ဒနာပူရ, lit. "mesto, ki tepta sovražnike"). Njegova druga imena v paliju so glede na njegovo skrajno suho podnebje: tatadesa (တတ္တဒေသ, "izsušeno zemljišče") in tampadipa (တမ္ပဒီပ, "bronasta dežela").  V burmanski kroniki so tudi druga klasična imena thiri pjisaja (သီရိပစ္စယာ) in tampavadi. (တမ္ပဝတီ). 

## Zgodovina

### 7. do 13. stoletje
Po burmanski kroniki je bil Bagan ustanovljen v drugem stoletju. V letu 849 ga je kralj Pjinbja, 34. naslednik ustanovitelja zgodnjega Bagana, utrdil.  Večina znanstvenikov pa meni, da je bil Bagan ustanovljen v sredini ali pozno v 9. stoletju, ko so Bamarci (Burmanci) prišli v iravadsko dolino iz kraljestva Nančao. To je bilo med več konkurenčnimi mestnimi državicami Pju do poznega 10. stoletja, ko je burmansko naselje zraslo po moči in velikosti. 
Od 1044-1287 je bil Bagan (Pagan) glavno mesto in tudi politično, gospodarsko in kulturno središče Paganskega kraljestva. V 250 letih so baganski vladarji in njihovi bogati predstavniki zgradili več kot 10.000 verskih spomenikov (približno 1000 stup, 10.000 majhnih templjev in 3000 samostanov)  v območju 104 kvadratnih kilometrov na ravninah Bagana. Uspešno mesto se je povečalo in postalo svetovljansko središče verskih in posvetnih študij, specializirano za študente palija in njegove slovnice, ter filozofsko-psiholoških (abhidhama) študij kakor tudi različnih jezikov in njihove izgovarjave, glasoslovja, slovnice, astrologije, alkimije, medicine in prava.  Mesto je privabilo menihe in študente iz Indije, Cejlona ter tudi Kmerskega cesarstva.
V kulturi Bagana prevladuje religija. Religija Bagana je povezovala različne druge religije v skladno celoto, kar je bilo po poznejših standardih neobičajno. V glavnem je pomenila nadaljevanje verskih gibanj v času kraljestva Pju, ko je teravadski budizem soobstajal z mahajanskim budizmom, tantričnim budizmom, raznimi hindujskimi (šivaizem in vaišnavizem) šolami ter tudi avtohtono animistično (nat) tradicijo. Medtem ko je kraljevo pokroviteljstvo teravadskega budizma od sredine 11. stoletja omogočilo, da je budistična šola postopno pridobila prednost, so druge tradicije še naprej uspevale v celotnem obdobju Pagana do poznejšega zatona. 
Pagansko kraljestvo je propadlo leta 1287 zaradi ponavljajočih mongolskih vpadov (1277-1301). Nedavne raziskave kažejo, da mongolska vojska morda še ni dosegla samega Bagana in tudi če so, je bila povzročena škoda verjetno zelo majhna . Mesto, ki je včasih štelo od 50.000 do 200.000 prebivalcev, je postalo majhno mesto, ki se ni nikoli ponovno tako povečalo. Mesto je prenehalo biti prestolnica Burme decembra 1297, ko je kraljestvo Mjinsaing postalo nova moč v Zgornji Burmi. 

### 14. do 19. stoletje
Bagan je v 15. stoletju preživel kot naselje in kot cilj romarjev v vsem imperialnem obdobju. Manj "novih in impresivnih" verskih spomenikov je še vedno nastajalo do sredine 15. stoletja. Pozneje se je gradnja novih templjev upočasnila na skoraj nično z manj kot 200 templji, zgrajenimi med 15. in 20. stoletjem. Stara prestolnica je ostala romarski cilj, a so bila romanja osredotočena le na najvidnejše templje od tisočih, kot so Ananda, Švezigon, Sulamani, Htilominlo, Damajazika in še nekaj drugih templjev vzdolž starodavne ceste. Preostalih tisoč manj znanih, zunaj tempeljske ceste je propadalo in večina ni ostala.
Za nekaj deset templjev, ki jih redno financirajo donatorji in privrženci, so redno vzdrževani kot tudi arhitekturno dopolnjeni. Številni templji so prebarvani z novimi freskami čez prvotne poganske podobe ali imajo nove Budove kipe. Potem je prišla na vrsto država kot sponzor in v obdobju Konbaung (1752-1885) se je začela "sistematična" obnova, ki na splošno ni bila zvesta izvirnim modelom, nekateri so končali z "nevljudno ometano površino, opraskani, brez okusa, umetnosti ali rezultata". Pobeljene so bile tudi notranjosti nekaterih templjev, kot sta Tatbjinju in Ananda. Mnogi poslikani napisi in celo freske so bile dodane v tem obdobju.

### 20. stoletje do danes
Bagan, ki leži na aktivnem potresnem območju, je bil v celotnem obdobju poškodovan zaradi številnih potresov, več kot 400 potresov je bilo samo med letoma 1904 in 1975.  Zadnji večji potres je bil 8. julija 1975, ki je dosegel 8 MCS v Baganu in Mjinkabi in 7 MCS v Njaung-Uju.   Zaradi potresov so bili poškodovani številni templji, v mnogih primerih, kot je Bupaja, resno in nepopravljivo. Danes je ostalo še 2229 templjev in pagod. 
Mnoge od teh poškodovanih pagod so bile obnovljene leta 1990, saj je vojaška vlada  želela, da bi Bagan postal mednarodni turistični cilj. Prizadevanja za obnovitev so povzročila, da so umetnostni zgodovinarji in konservatorji po vsem svetu to obsojali. Kritike je skrbelo, da bodo premalo pozornosti namenili izvirnim arhitekturnim slogom in uporabljali sodobne vrste materiala ter da je vlada zgradila tudi igrišče za golf, asfaltirane ceste in 61-metrski razgledni stolp. Čeprav je vlada menila, da je bilo na stotine nerestavriranih templjev starodavne prestolnice in obsežnega korpusa kamnitih napisov več kot dovolj za uvrstitev na Unescov seznam svetovne dediščine,  mesto nanj ni bilo uvrščeno predvsem zaradi obnovitev. 
Bagan je danes glavni turistični cilj v nastajajoči turistični industriji v državi, ki je že dolgo tarča različnih sankcij. Večina več kot 300.000 tujih turistov (v letu 2011) obišče tudi Bagan.
Obstaja znan pregovor Mjanmarčanov: "Če ste resnično v Mjanmarju, morate biti v Baganu." Bagan je duh zgodovine Mjanmarja.

## Geografija
Arheološko območje Bagan, ki obsega 13 x 8 km, je osredotočeno okoli Starega Bagana, ki je sestavljen iz Njaung Uja na severu in Novega Bagana na jugu, na prostrani ravnici v Zgornji Burmi na okljuku reke Iravadi. Leži 290 km  jugozahodno od Mandalaja in 700 kilometrov severno od Jangona. Njegove koordinate so 21° 10' severno in 94° 52' vzhodno.

### Podnebje
Bagan je v sredini "suhe dobe" Mjanmarja, v regiji približno med Švebo na severu in Pjajem na jugu. V primerjavi z obalnimi regijami z letnim monsunskim deževjem, ki presega 2500 mm, suha doba dobi malo padavin, saj je zaščitena pred dežjem s pogorjem Rakhine Joma na zahodu.

## Pogled na mesto

### Arhitektura
Bagan izstopa ne le po številu verskih zgradb v Mjanmarju, ampak tudi po veličastni arhitekturi stavb in njihovem prispevku k burmanskemu oblikovanju templja. Umetnost arhitekture pagod v Baganu dokazuje doseganje mjanmarskih obrtnikov. Baganski tempelj spada v eno od dveh širokih kategorij: stupa slog - trdni tempelj in gu-slog (ဂူ) - votli tempelj.

#### Stupe
Stupa, imenovana tudi pagoda, je masivna konstrukcija, običajno s komoro relikvij v notranjosti. Baganske stupe ali pagode so razvili iz prejšnjih modelov Pju, ki temeljijo na modelih stup iz regije Andra, zlasti Amaravati in Nagarjunakonda v današnji jugovzhodni Indiji in v manjši meri na Cejlonu.  Bagansko obdobje stup so prototipi za poznejše burmanske stupe v smislu simbolike, oblike in zasnove, gradbenih tehnik in celo materiala. 
Izvirno je imela indijsko/cejlonska stupa poloblo telo (pali: anda, "jajce"), na katero je bila postavljena pravokotna škatla, obdana s kamnito balustrado (harmika). Vzpenjajoč se navzgor do vrha stupe je jašek z več obrednimi dežniki na vrhu. Stupa je prikaz budistične kozmologije: njena oblika simbolizira goro Meru, medtem ko dežnik na vrhu predstavlja svetovno os. Opečni pediment je pogosto prekrit s štukom in dekoriran z reliefi. Par ali serija zmajev kot varuhov osebnosti ('bilu') so najljubša tema v obdobju Bagan. 
Izvirna indijska zasnova je bila postopoma spremenjena s Pju, nato pa Burmanci v Baganu, kjer se je stupa postopoma razvijala v daljšo valjasto obliko. Najstarejše baganske stupe, kot je Bupaja (c. 9. stoletja), so bile neposredne potomke sloga Pju iz Šri Ksetre. V 11. stoletju se je stupa razvila v bolj zvončasto obliko, v kateri so se dežniki preoblikovali v serijo manjših obročev enega vrh drugega proti konici. Na vrhu obročev je nova zasnova nadomestila harmiko z lotosovimi popki. Zasnovo lotosovega popka so nato razvili v "bananin popek", ki sestavlja razširjeno konico večine burmanskih pagod. Tri ali štiri pravokotne terase so osnova pagode, pogosto z galerijo iz terakotnih ploščic, ki prikazujejo budistične zgodbe džataka. Pagoda Švezigon in Pagoda Švesando sta najzgodnejša primera te vrste. Zvončasto oblikovanje je postopoma pridobivalo veljavo, taki sta pagoda Damajazika (konec 12. stoletja) in pagoda Mingalazedi (pozno 13. stoletje). 

#### Votli templji
V nasprotju s stupami so votli gu-slog templji strukture, ki se uporabljajo za meditacijo, nabožno čaščenje Bude in druge budistične obrede. Gu templji so v dveh osnovnih slogih "eno lice" zasnova in "štiri lica" zasnova, v bistvu en glavni vhod in štirje glavni vhodi. Obstajajo tudi drugi slogi, kot "pet lic" in hibridi. Slog "enega lica" je nastal v 2. stoletju v Beiktanu in "štiri lica" v 7. stoletju v Šri Ksetri. Templji, katerih glavne značilnosti so koničasti loki in obokana komora, si postali večji in višji v baganskem obdobju. 

#### Inovacije
Čeprav je bil burmanski model templja razvit iz indijskega, slogov Pju (in verjetno Mon), se zdi, da so v Baganu sami razvili tehniko obokov. Najstarejši obokani tempelj v Baganu je iz 11. stoletja, medtem ko obokanje ni bilo razširjeno v Indiji do konca 12. stoletja. Zidovi stavb kažejo "presenetljivo stopnjo popolnosti", saj je veliko ogromnih struktur preživelo potres leta 1975 bolj ali manj nedotaknjeno. Na žalost je bila tehnika obokanja iz baganskega obdobja pozneje izgubljena. Samo veliko manjši templji v gu slogu so bili zgrajeni pozneje. V 18. stoletju na primer je kralj Bodaupaja poskušal zgraditi pagodo Mingun v obliki prostorne obokane komore, toda obrtniki in zidarji iz poznejšega obdobja so izgubili znanje obokanja in so s povezovalnim sklepnikom reproducirali prostoren notranji prostor votlih templjev v Baganu.
Druga arhitekturna inovacija, ki je nastala v Baganu, je budistični tempelj petkotnega tlorisa. Ta načrt je zrasel iz hibrida med modeli z enim licem in tistimi s štirimi lici. Ideja je bila, da se vključi čaščenje Maitreje Bude, prihodnost in petega Bude, dobe, poleg štirih, ki so se že pojavili. Damajazika in pagoda Ngamjetna sta primera peterokotnega oblikovanja.

### Pomembne kulturne znamenitosti
| Ime                                        | Slika | Zgrajen         | Sponzor                             | opomba |
| ------------------------------------------ | ----- | --------------- | ----------------------------------- | --- |
| Tempelj Ananda                             |       | 1105            | Kralj Kjansita                      | Eden od najimenitnejših templjev v Baganu                                                                  |
| Pagoda Bupaja                              |       | c. 850          | Kralj Pjusauhti                     | V slogu Pju; izvirnik 9. st. - pagoda je bila uničena 1975 ob potresu; v celoti obnovljena, zdaj pozlačena |
| Tempelj Damajandži                         |       | 1167–1170       | Kralj Naratu                        | Največji tempelj v Baganu                                                                                  |
| Pagoda Damajazika                          |       | 1196–1198       | Kralj Narapatisitu II.              | |
| Tempelj Gaudaupalin                        |       | c. 1211–1235    | Kralj Situ II. in Kralj Htilominlo  | |
| Tempelj Gubjaukdži (Vetči-in)              |       | Zgodnje 13. st. | Kralj Kjansita                      | |
| Tempelj Gubjaukdži Tempelj (Mjinkaba)      |       | 1113            | Princ Jazakumar                     | |
| Tempelj Htilominlo                         |       | 1218            | Kralj Htilominlo                    | Tri nadstropja in 46 m visok                                                                               |
| Pagoda Laukananda                          |       | c. 1044–1077    | Kralj Anavrata                      | |
| Tempelj Mahabodhi                          |       | c. 1218         | Kralj Htilominlo                    | Majhna replika templja Mahabodi v Bod Gaji                                                                 |
| Tempelj Manuha                             |       | 1067            | Kralj Manuha                        | |
| Pagoda Mingalazedi                         |       | 1268–1274       | Kralj Naratihapate                  | |
| Tempelj Minjeingon                         |       |                 |                                     | |
| napis Mjazedi                              |       | 1112            | Princ Jazakumar                     | Burmanski "Kamen iz Rosette" z napisi v štirih jezikih: pju, stara monščina, stara burmanščina in pali     |
| Tempelj Nanpaja                            |       | c. 1160–1170    |                                     | Hindujski tempelj v monskem slogu; verjamejo, da je Manuhovo staro prebivališče ali zgrajeno tu            |
| Tempelj Natlaung Čaung                     |       | c. 1044–1077    |                                     | Hindujski tempelj                                                                                          |
| Tempelj Pajatonzu                          |       | c. 1200         |                                     | v mahajanskem in tantričnem slogu                                                                          |
| Pagoda Seinjet Njima in pagoda Seinjet Ama |       | c. 11. stoletje |                                     | Tempelj Seinjet                                                                                            |
| Tempelj Švegudži                           |       | 1131            | Kralj Alaungsitu I.                 | Situ je bil tukaj umorjen; znan po svojih obokanih oknih                                                   |
| Pagoda Švesando                            |       | c. 1070         | Kralj Anavrata                      | |
| Pagoda Švezigon                            |       | 1102            | Kralj Anavrata in Kralj Čansita     | |
| Tempelj Sulamani                           |       | 1183            | Kralj Situ II.                      | |
| Vrata Taraba                               |       | c. 1020         | Kralj Kunso Čaungpju in Kralj Kjiso | Edini preostali del starih zidov; radiokarbonsko datirano okoli 1020                                       |
| Tempelj Tatbjinju                          |       | c. 1150         | Situ I.                             | Z 61 m največji tempelj v Baganu                                                                           |
| Pagoda Tujvindaung                         |       |                 | Anavrata                            | |

### Muzeji
- Arheološki muzej Bagan: edini muzej v Baganu je arheološko območje, samo polje je tisočletja star muzej. Trinadstropni muzej hrani številne redke predmete iz baganskega obdobja, tudi izvirne napise Mjazedi ali tako imenovani "burmanski kamen iz Rosette".
- Palača Anavrata je bila obnovljena leta 2003 na podlagi ohranjenih temeljev stare palače. Toda palača nad temelji je povsem hipotetična. [23]

## Promet
Bagan je dostopen z letalom, železnico, po cesti in z ladjo.

### Letališče
Večina mednarodnih turistov v mesto prileti. Letališče U Njaung je vstopna točka za regijo Bagan. Številne domače letalske družbe imajo redne lete v Jangon, let traja približno 80 minut za 600 kilometrov. Let v Mandalaj traja približno 30 minut in v Heho približno 40 minut. Letališče je na obrobju Njaung Uja, zato je do Bagana približno 20 minut s taksijem.

### Železnica
Mesto leži ob železniški progi Jangon-Mandalaj. Mjanmarske železnice vozijo vsak dan ponoči v vsako smer med Jangonom in Baganom (vlak številka 61 in 62), vožnja traja vsaj 18 ur. Vlaki imajo spalnik in tudi 1. razred ter navadne sedeže. 
Med Mandalajem in Baganom sta dve vožnji v eno smer (vlak št. 117, 118, 119 in 120), vožnja traja najmanj 8 ur. Vlaki imajo 1. razred in navadne sedeže. 

### Avtobus in avtomobili
Nočni avtobusi in avtomobili vozijo tudi v Jangon in iz njega ter Mandalaja približno 9 in 6 ur. 

### Ladja
"Ekspresni" trajekt vozi med Baganom in Mandalajem po reki Iravadi, vožnja traja okoli 9 ur za 170 kilometrov. Vozi vsak dan ob prometnih konicah, počasnejša plovba pa je na voljo tudi ponoči.

## Gospodarstvo
Bagansko gospodarstvo temelji predvsem na turizmu. Zaradi bojkota zoper prejšnje vojaške vlade je turistična infrastruktura regije Bagan še vedno precej skromna glede na mednarodne standarde. Mesto ima nekaj hotelov mednarodnih standardov, mnogo domačinov ima družinske penzione. Bagan je tudi središče burmanske lakirne industrije, ki je v veliki meri odvisna od turističnega povpraševanja. Veliko lakiranih izdelkov je namenjenih za trgovine s spominki v Jangonu in svetovni trg. Poleg tega je samo lakiranje postalo turistična zanimivost.

## Demografija
Bagan je imel med največjim razcvetom nekje med 50.000 do 200.000 prebivalcev. Do razvoja turizma leta 1990 je le nekaj vaščanov še živelo v Starem Baganu. Vzpon turizma je pritegnil precej ljudi na to območje. Ker je Stari Bagan zdaj zunaj meje stalnih prebivališč, velik del prebivalstva prebiva v Novem Baganu ali Njaung-Uju. Večina avtohtonih prebivalcev so Burmanci.

## Uprava
Arheološko območje Bagan je del okrožja Njaung-Uja regije Mandalaj.

## Pobratena mesta
- Luang Prabang, Laos[27]
- Siem Reap, Kambodža[27]

## Galerija
- Planota Bagan
- Planota Bagan
- Razgled s stolpa  Nanmjint
- Razgled iz balona
- Sončni zahod
- Tempelj Ananda
- Tempelj Godopalin
- Tempelj Damajandži
- Pagoda Švezigon
- Vrata v tempelj
- Eden od štirih glavnih kipov Bude v Anandi
- Notranjost Anande
- Notranjost templja Htilominlo
- Freske v templju Sulamani
- Freske
- Kip Bude v Damajandži
- Notranjost templja Manuha

## R Viri
- Aung-Thwin, Michael (1985). Pagan: The Origins of Modern Burma. Honolulu: University of Hawai'i Press. ISBN 0-8248-0960-2.
- Aung-Thwin, Michael (2005). The mists of Rāmañña: The Legend that was Lower Burma (illustrated izd.). Honolulu: University of Hawai'i Press. ISBN 978-0-8248-2886-8.
- Ministry of Culture, Union of Myanmar (2009). »Royal Palaces in Myanmar«. Ministry of Culture. Arhivirano iz prvotnega spletišča dne 3. avgusta 2012. Pridobljeno 19. februarja 2012.
- Harvey, G. E. (1925). History of Burma: From the Earliest Times to 10 March 1824. London: Frank Cass & Co. Ltd.
- Htin Aung, Maung (1967). A History of Burma. New York and London: Cambridge University Press.
- Ishizawa, Yoshiaki; Yasushi Kono (1989). Study on Pagan: research report. Institute of Asian Cultures, Sophia University. str. 239.
- Kala, U (1724). Maha Yazawin (v burmanščini). Zv. 1–3 (2006, 4th printing izd.). Yangon: Ya-Pyei Publishing.
- Köllner, Helmut; Axel Bruns (1998). Myanmar (Burma) (illustrated izd.). Hunter Publishing. str. 255. ISBN 978-3-88618-415-6.
- Lieberman, Victor B. (2003). Strange Parallels: Southeast Asia in Global Context, c. 800–1830, volume 1, Integration on the Mainland. Cambridge University Press. ISBN 978-0-521-80496-7.
- Pan Eiswe Star; Soe Than Linn (10. februar 2010). »Archaeologists to assist with Cambodia excavations«. The Myanmar Times. 26 (509).
- Royal Historical Commission of Burma (1832). Hmannan Yazawin (v burmanščini). Zv. 1–3 (2003 izd.). Yangon: Ministry of Information, Myanmar.
- Rao, V.K. (2013). »The Terracotta Plaques of Pagan: Indian Influence and Burmese Innovations«. Ancient Asia. 4: 7. doi:10.5334/aa.12310.
- Rao, Vinay Kumar. “Buddhist Art of Pagan, 2 Vols.” Published by Agam Kala Publications, New Delhi, 2011. ISBN 978-81-7320-116–5.
- Rao, Vinay Kumar (2013). »The Terracotta Plaques of Pagan: Indian Influence and Burmese Innovations«. Ancient Asia. 4: 7. doi:10.5334/aa.12310.
- Stadtner, Donald M. (2011). Sacred Sites of Burma: Myth and Folklore in an Evolving Spiritual Realm. Bangkok: 2011. ISBN 978-974-9863-60-2.
- Than Tun (december 1959). »History of Burma: A.D. 1300–1400«. Journal of Burma Research Society. XLII (II).{{navedi časopis}}:  Vzdrževanje CS1: samodejni prevod datuma (povezava)
- Than Tun (1964). Studies in Burmese History (v burmanščini). Zv. 1. Yangon: Maha Dagon.
- Tourtellot, Jonathan B. (3. september 2004). »Dictators "Defacing" Famed Burma Temples«. The National Geographic Traveler. National Geographic.
- UNESCO (1976). Unesco Courier. Zv. 28. Paris: UNESCO.
- UNESCO. »Bagan Archaeological Area and Monuments«. UNESCO. Pridobljeno 18. februarja 2012.